# 問我
《問我》，1976年香港電影《跳灰》的插曲，由黎小田作編曲、黃霑填詞、陳麗斯主唱，是戲中女主角的酒廊表演曲，以一問一答的方式述說心聲、人生態度；然而歌詞內容與劇情並無有機關連。結構為AABBA，音域跨越11度，無轉調，以C大調寫成。
面世後即風行一時（所屬原聲碟成為香港IFPI的本地金唱片），至今流行不衰，獲多位歌手翻唱過。

## 創作背景
《跳灰》的美術指導馮寶寶稱黎小田寫歌前曾問她赴英留學時喜歡聽什麼歌？答說《倫敦街角》，接著黎小田就模仿這首民歌的感覺作了曲，但黎小田在另一訪問中卻指提供參考曲《倫敦街角》的人是編劇陳欣健，並按要求以很簡單的和弦寫旋律。
馮又說她把講述其童星經歷的散文《我問我》交予黃霑，改編為詞。但又有另一種說法：據林燕妮所述，黃霑收到黎小田的樂譜後，覺得旋律平淡不知如何下手，林燕妮說此曲適合填法蘭·仙納杜拉《My Way》那樣的詞，啟發了他。
林燕妮曾在明報的副刊專欄「粉紅色的枕頭」透露《跳灰》的監製馮美基是黃霑的朋友，黃霑受其所托填詞。當時黃霑與林燕妮的婚外戀陷入輿論的風暴中，他後來說《問我》回應了此事。
陳欣健在百樂酒店地庫的酒吧歌廳偶遇陳麗斯，覺得其聲線像女主角蕭芳芳，便屬意她代唱，並著她唱高聲區以模仿蕭芳芳的腔調。後來陳麗斯的個人專輯版本則用回了原來的聲線。

## 不同版本
黃霑亦曾借林燕妮的專欄，說由於製作時的溝通問題，現時流行版本的《問我》歌詞其實是錯體版；最後的「我但求能夠 一一去數清楚」跟前面的「其實得失不必清楚」自相矛盾，正本應是：「我但求能夠 終此生 我係我！」（旋律沿用「我但求能夠......我係我」一句），並呼籲其他歌手翻唱時用回此版。黎小田曾說過始作俑者是他和陳欣健，黃霑為此在報紙專欄罵了他幾天。

## 收錄源

### 原唱
| 曲序 | 專輯           | 唱片公司                  | 編號     | 年份 |
| ---- | -------------- | ------------------------- | -------- | ---- |
| 2    | 跳灰電影原聲帶 | House Records（好市唱片） | PHLP769  | 1976 |
| 6    | 高歌           | 寶麗金                    | 2427 014 | 1977 |

### 翻唱
| 年份 | 歌手           | 專輯/演唱會                                                            |
| ---- | -------------- | ---------------------------------------------------------------------- |
| 1976 | 徐小鳳         | 猛龍特警隊                                                             |
| 1976 | 方伊琪         | 時光消逝                                                               |
| 1976 | May Cheng      | EMI的Hit Sounds Vol. 6                                                 |
| 1977 | 汪明荃         | 猛龍特警隊                                                             |
| 1977 | 張婉嫻         | 小五義                                                                 |
| 1977 | 尹光           | 重新填詞並更名為《黐線問我》，收錄於專輯《粵語流行曲金唱片－人月雙圓》 |
| 1978 | 羅文           | 羅文演唱會（利舞台）                                                   |
| 1978 | 蕭芳芳         | 林亞珍                                                                 |
| 1978 | 鄧麗君         | 利舞台演唱會                                                           |
| 1981 | 張國榮         | 電視劇《甜甜廿四味》插曲                                               |
| 1996 | 鄭秀文         | 電影《百分百感覺》插曲，收錄於專輯《放不低》。                         |
| 1998 | 仙杜拉         | 和興白花油顧嘉煇、黃霑．真．友．情．演唱會                             |
| 1999 | 區瑞強         | 民歌味道2                                                              |
| 1999 | 陳慧琳         | 夕德煇黃演唱會                                                         |
| 2000 | 成龍           | 龍發製藥 香港輝黃2000演唱會                                            |
| 2002 | 黃霑           | 麗花皇宮(壓軸版)                                                       |
| 2003 | 梁詠琪、鄭秀文 | 高妹梁詠琪FUNNY FACE演唱會                                             |
| 2003 | 張偉文         | 唱好女人                                                               |
| 2003 | 鍾鎮濤         | 黃霑獅子山下演唱會                                                     |
| 2005 | 胡美儀         | 胡美儀摩登名曲演唱會                                                   |
| 2006 | 葉麗儀         | 葉麗儀與香港中樂團音樂會                                               |
| 2009 | 尹光           | 大名鼎鼎靚聲唱家班演唱會                                               |
| 2010 | 柳影虹         | 一柳柔情有影虹演唱會                                                   |
| 2014 | 林憶蓮、岑寧兒 | Project WAO女生團結音樂節元年香港站                                    |
| 2015 | 呂珊           | 瞻霑自喜 黃霑名曲致敬集                                                |
| 2015 | 黎小田         | 香港國際機場「香港藝術、文化與音樂巡禮」開幕禮                         |
| 2016 | 黃耀明         | 美麗的呼聲聽證會                                                       |
| 2023 | 尹光           | 宇宙巡邏演唱會                                                         |

## 評價
有論者認為歌詞在當年是新穎的：首先異於主流的情愛和諷刺時弊主題，《問我》寫「自我」，涉及人生哲理，一些論者視之為香港流行曲填詞人體現自我心聲的濫觴，並反映了當時香港人「個人主義」的興起。語言方面，黃霑使用「我」而非「卿妹郎君」等舊稱謂，粵語口語「係」而非同樣不會拗音的書面語「是」，在當時亦屬別開新面。
林夕：「…《明星》、《問我》像元曲，元曲所重所貴在於坦率、自然、平實而不平庸。」
音樂研究者劉靖之讚道：「旋律與歌詞之起承轉合自然流暢、無懈可擊……無論從旋律、歌詞、結構、內容、意境等方面來看，《問我》遠遠超出同時代的粵語流行曲」；又剖析此曲的節奏，認為「節奏與歌詞緊密配合，十分純樸誠懇，像是一個人的自言自語，心境一片恬靜」，但卻指黎小田和黃霑把「一一去數清楚」、「無論我有百般對，或者千般錯」的「楚」、「對」、「錯」放在弱拍而非強拍，然後又把半拍延長到兩拍半和四拍半，聽感有欠自然。

## 其他
2006年獲美國電影《水中的女人》引用為插曲。
2009年獲香港證券及期貨事務監察委員會改編為廣告歌。